# Pikkeling
Pikkeling is een Belgisch biermerk, gebrouwen in opdracht van VVV De Faluintjesstreek. Doorheen de tijden is het bier bij verschillende brouwerijen gemaakt en heeft het verschillende metamorfoses ondergaan.

## Achtergrond
De naam Pikkeling verwijst naar de “Pikkeling”, een folkloristisch oogstfeest in de faluintjesstreek bij Aalst. VVV De Faluintjesstreek laat ter gelegenheid van dit jaarlijkse oogstfeest verschillende toeristische streekproducten produceren, waaronder het Pikkeling-bier. 
Oorspronkelijk was het een donker bier gebrouwen onder de naam Goeleken Faluintjesbier bij Brouwerij Felix en vervolgens bij Brouwerij Van Roy. De naam "Goeleken" verwijst naar de heilige Goedele die in de faluintjesstreek zou verbleven hebben, meer bepaald te Moorsel. Met het faillissement van de brouwerij Van Roy, werd met het veranderen van brouwerij zowel het bier als de naam gewijzigd: toen werd het een tripel.

## De bieren
- Pikkeling Tripel was een goudkleurige tripel met een alcoholpercentage van 8%. Het werd eerst gebrouwen door brouwerij Paeleman en daarna door Brouwerij Boelens. Dit bier werd gebrouwen tot 2008 en werd vanaf 2009 vervangen door Pikkeling.
- Pikkeling of soms Pikkeling 40 (de '40' verwees naar de veertigste editie van het Pikkeling-festival in 2009) was een amberkleurig bier van hoge gisting met een alcoholpercentage van 5,5%. Dit bier, gebrouwen door Brouwerij Slaghmuylder, kwam in 2009 in de plaats van de Pikkeling Tripel.[1] Het ging om een etiketbier van Greut Lawauitj.[2][3] Na twee jaar werd dit amberkleurige bier in 2011 weer vervangen door een blond bier van hoge gisting.[1]
- Het huidige Pikkeling-bier is een blond bier van hoge gisting met een alcoholpercentage van 6,2%. Het werd gelanceerd in april 2011. In tegenstelling tot zijn voorgangers is het het hele jaar verkrijgbaar,[1] niet alleen via De Faluintjesstreek, maar ook bij drankenhandels in de streek.[4]

## Internet link
- http://www.de-pikkeling.be/pikkelingblog/tag/bier/